# Cuiviénen
Cuiviénen is een fictieve baai in de werken van J.R.R. Tolkien. De naam Cuiviénen, dat Water van Ontwaken betekent, is afgeleid van het Quenya cuivië (ontwaken) en nen (water). De baai bevindt zich in het verre noordoosten van Midden-aarde aan de oostelijke oever van de binnenzee van Helcar, ten zuiden van het fort Utumno.
Cuiviénen is de plek waar de eerste elfen, de Eerstgeborenen, ontwaken ten tijde van de Twee Bomen van Valinor. De Elfen ontwaken uit de slaap van Ilúvatar wanneer de sterren hen beschijnen en zij noemen zichzelf de Quendi, wat 'Sprekenden' betekent. Zij worden daar gevonden door de vala Oromë. De meeste Elfen ondernemen met hem de Grote Reis naar Valinor. Deze groep wordt later de Eldar genoemd. Sommigen weigeren echter, en staan bekend als de Avari, de Onwilligen. Dit is de eerste Scheiding van de Elfen.
De baai van Helcar en de Cuiviénen zijn in latere tijden vernietigd door de natuur, en naar Cuiviénen is geen terugkeer mogelijk (Quenta Silmarillion, III).
Aman · Belegaer · Beleriand · Cuiviénen · Eriador · Forod · Gondor · Harad · Hildórien · Mordor · Númenor · Rhovanion · Rhûn